# 이환율 및 사망률 주간 보고서

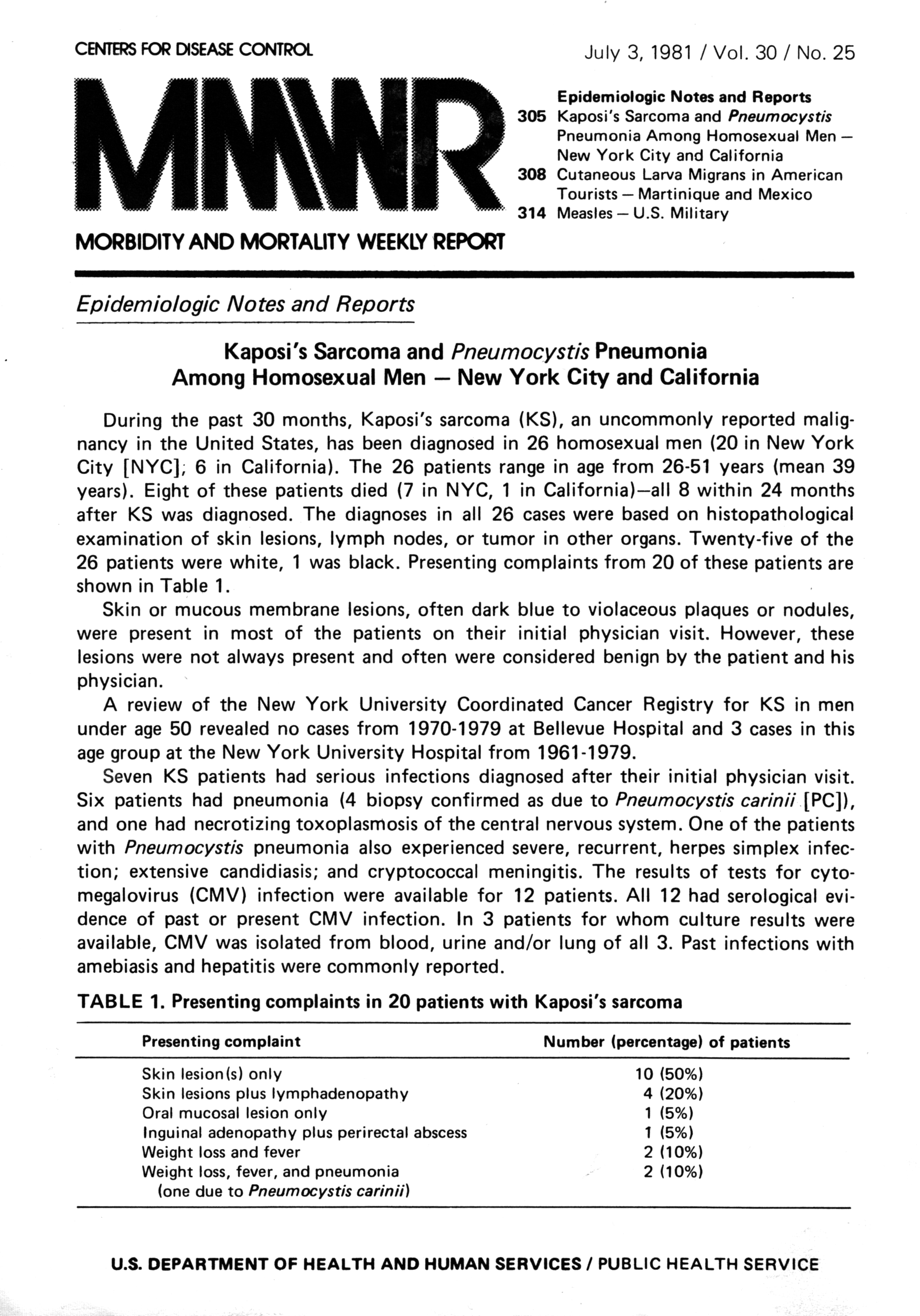

이환율 및 사망률 주간 보고서(Morbidity and Mortality Weekly Report, MMWR)는 미국 질병관리본부에서 매주 발행하는 의학 학술지이다.

## 중요 연구
1981년 6월 최초로 AIDS 증례를 보고하였다.
2009년 4월 캘리포니아에 발생한 조류 인플루엔자 환자를 기술하며 2009년 인플루엔자 범유행의 첫 미국인 사망자를 보고하였다.

## 같이 보기
- 미국 질병통제예방센터
- 역학
- 환경 보건 전망